# Tavola Lucana (Leonardo)
[[Categoría:Cuadros de Desconocido 
(atribuida a Leonardo Da Vinci)]]
La Tavola Lucana es un retrato de un hombre de finales del siglo XV o principios del siglo XVI que se descubrió en 2008 en un armario de una casa particular en Italia. Se parece mucho a un retrato de Leonardo da Vinci por Cristofano dell'Altissimo en la Galería de los Uffizi, y a un grabado desarrollado por Raffaello Sanzio Morghen en el siglo XIX.
Anteriormente, sus dueños pensaban que la pintura representaba a Galileo, pero al descubrirla se afirmó que era un autorretrato de Leonardo da Vinci, dado el parecido notable con las mencionadas obras. Alessandro Vezzosi, director del Museo Ideale Leonardo da Vinci en  Vinci dijo en 2011 que había excluido la posibilidad de que fuera un autorretrato, pero que la pintura "sigue siendo intrigante porque agrega una nuevo elemento para el rompecabezas de Leonardo ".. Hoy día la mayoría de expertos consideran que, a pesar de las proclamas grandilocuentes y sensacionalistas de ciertos promotores y marchantes de arte, la Tavola no es en absoluto un autorretrato de Leonardo, ni tan siquiera un retrato u obra de la época, sino que se trataría de ``un constructo del siglo XIX realizado en una tabla antigua, con una imagen de Leonardo basada en la xilografía publicada por Vasari en la segunda edición de sus vidas de 1568, y con elementos tomados del dibujo tenido por algunos investigadores como autorretrato de Leonardo conservado en la Biblioteca Real de Turín y que perteneció a su discípulo Francesco Melzi. La imagen de la Tavola Lucana además se inspira en otro falso retrato de Leonardo conservado en los Uffizi, probablemente ya del siglo XVII´´. De hecho, a día de hoy, su exposición en varias ciudades en exposiciones y muestras de carácter privado dedicadas a Leonardo ha generado numerosas quejas y controversias
Pintado al temple sobre tabla, representa a un hombre en posición de tres cuartos, con una larga barba y un gorro oscuro. Actualmente, restaurada, debido al mal estado en el que fue encontrada, se exhibe en el Museo delle Antiche Genti di Lucania (Museo de las personas antiguas de Lucania) en Vaglio Basilicata, una región del sur de Italia.

## Hallazgo
La pintura fue encontrada en 2008 por Nicola Barbatelli, director del Museo delle Antiche Genti di Lucania, en la colección privada de una familia aristocrática en Acerenza, una aldea en el río Bradano cerca de Potenza en Basilicata. La familia, que pidió permanecer en el anonimato, creía que era un retrato de Galileo. La pintura estaba dañada en el momento de su hallazgo. Según el profesor Peter Hohenstatt de la Universidad de Parma, el retrato aparece en la página 116 de  Napoli Antica e Moderna , (1815) editado por Abate Domenico Romanelli, como obra de Leonardo da Vinci y ubicado en el Palazzo Baranello nella strada Cedronia del Duque de Baranello, de la familia noble Russo.

## Descripción

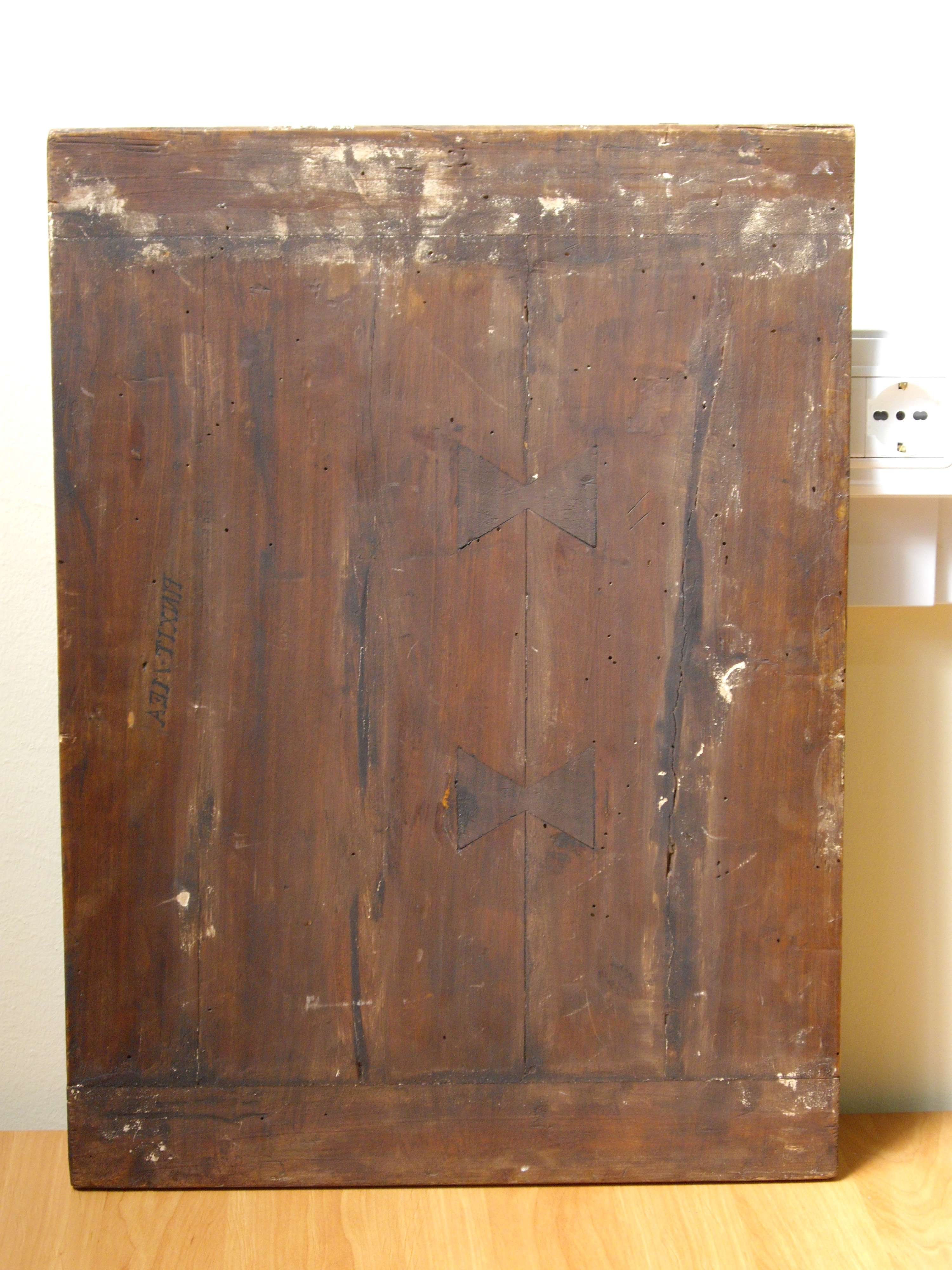
Reverso de la pintura.

La pintura, al temple sobre madera de álamo, 
muestra el busto de un hombre en primer plano, vestido con una prenda oscura y un gorro con una pequeña ala hacia arriba. La piel del hombre es pálida, sus ojos azules y su cabello y barba canosos. Es claramente, un hombre europeo, de aspecto mediterráneo, probablemente italiano. La figura está colocada sobre un fondo oscuro, siendo iluminada desde la parte izquierda. La mirada de la figura se vuelve hacia el espectador.
La identificación de este retrato como uno de Leonardo da Vinci se basa en la comparación con otras tantas representaciones del artista, incluido un retrato muy similar en los Uffizi, el retrato de tiza roja en Turín, el otro retrato de tiza roja de Francesco Melzi en Windsor y otros de similar factura, como el que pintó Rafael Sanzio de Urbino en su célebre fresco La escuela de Atenas. Esto llevó a los expertos a desestimar la idea inicial de los dueños originales de que se trataba de un retrato de Galileo Galilei, confirmando que era un retrato de Leonardo da Vinci.
La tabla está construida mediante dos lamas principales colocadas en vertical,de ancho irregular, unidas con una unión de mariposa. Hay secciones horizontales estrechas de madera en la parte superior e inferior del panel. Estás secciones están unidas a las tablas verticales mediante juntas de inglete, observables en la parte posterior de la tabla.
En la parte posterior de la tabla están escritas las palabras en latín "PINXIT MEA" (mi pintura) en escritura especular, habitualmente usada por Leonardo en sus manuscritos y documentos.
La imagen está pintada con una mezcla de huevo y aceite (temple) sobre un fondo blanco, que, antes de su restauración, era visible en las en áreas dañadas y en algunas partes de la parte posterior del panel. Antes de la intervención restauradora, la tabla presentaba daños como grietas, y varias áreas levantadas o desprendidas, siendo el daño más importante dos raspaduras en la cara del retratado, una de las cuales, la más grande, se extendía de la nariz hasta la parte superior del gorro.
Aparentemente, tenía algunos repintes en el ojo izquierdo y los mofletes, y probablemente en los labios. La pluma que adornaba su tocado también se suponía un repinte y fue eliminada en la restauración del museo antes de su exhibición.

## Análisis

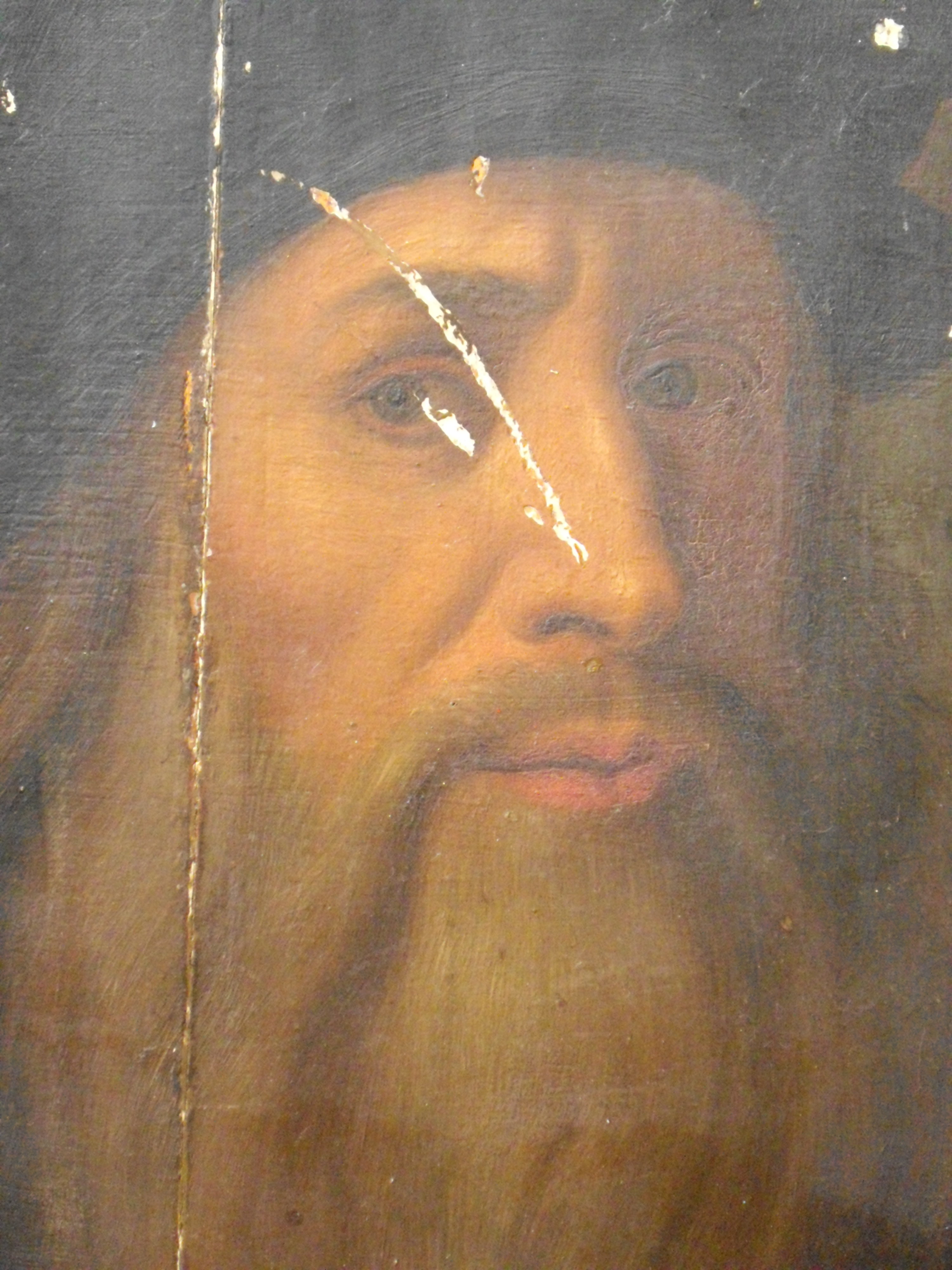
Daños en la pintura.

Tras su descubrimiento por parte de Nicola Barbatelli, la pintura fue sometida al análisis previo de Alessandro Vezzosi, 
director del museo Ideale Leonardo Da Vinci (Vinci), quién confirmó que la pintura parecía renacentista. Vezossi fue contactado, en febrero del 2009 como para tratar de descubrir si la obra era del artista menor del siglo XVI Cristofano dell'Altissimo, quién era conocido por haber desarrollado numerosos retratos de famosos contemporáneos, como Cosimo I de Medici, Gran duque de La Toscana, y el famoso retrato en sanguina atribuido a Francesco Melzi. Vezzosi desestimó que su autor fuese dell' Altissimo.
En febrero de 2009, dos meses después del descubrimiento del cuadro, el Times citó erróneamente a Vezzosi diciendo que había excluido la posibilidad de que la obra fuera "un autorretrato pintado por el propio Leonardo" y que la inscripción "PINXIT MEA" era un añadido posterior Posteriormente, Vezzosi añadió: "Necesitamos averiguar la fecha exacta de este retrato. He excluido la posibilidad de que se trate de un autorretrato, pero (...) es intrigante porque agrega un nuevo elemento al rompecabezas de Leonardo. Aquí tenemos a Leonardo representado como un hombre de mediana edad y ojos azules".
Desde entonces, el foco de atención e investigación se ha dirigido a demostrar que la pintura es la obra de Leonardo da Vinci. El Ayuntamiento de Vaglia Basilicata financió una investigación realizada por un equipo de científicos, muchos de los cuales pertenecían a disciplinas no relacionadas con el arte, para que encontraran pruebas para respaldar o negar la atribución a Leonardo.
Una limpieza preliminar de la pintura fue realizada por el profesor Giancarlo Napoli de la Universidad Suor Orsola Benincasa en Nápoles, y reveló  que la misma está craquelada siendo este daño irreproducible artificialmente, por lo que afirmó que pertenecía al Renacimiento. Más investigaciones fueron llevadas a cabo por un cuerpo de especialistas en diferentes campos, incluyendo INNOVA, CIRCE, Universidad de Nápoles, Cibernética - Consejo Nacional de Investigación y Universidad Suor Orsola Benincasa.
El centro INNOVA de la Universidad Federico II de Nápoles, encabezado por el Prof. Terrasi, investigó las propiedades físicas de la pintura, incluida la base, el medio y los pigmentos, e identificó las áreas restauradas. Gaetano Di Pasquale de la Universidad de Nápoles confirmó que la madera del panel era  álamo , de uso común en toda Italia. La Datación por carbono 14 dio un 64% de probabilidad de que la madera usada en la tabla estuviese fechada entre 1459 y 1523, siendo, pues, contemporánea con Leonardo, quien nació en 1452 y murió en 1519. Los pigmentos se investigaron usando análisis de fluorescencia de rayos X de dispersión de energía (ED-XRF) y se mostró, que las áreas no restauradas, son compatibles en edad con el panel y no mostraron rastros de pigmentos modernos en las áreas no restauradas, sin embargo, se reveló que la pluma había sido pintada en un pigmento "moderno" a base de titanio que no se usa en otras partes de la pintura, con lo que era un añadido posterior.

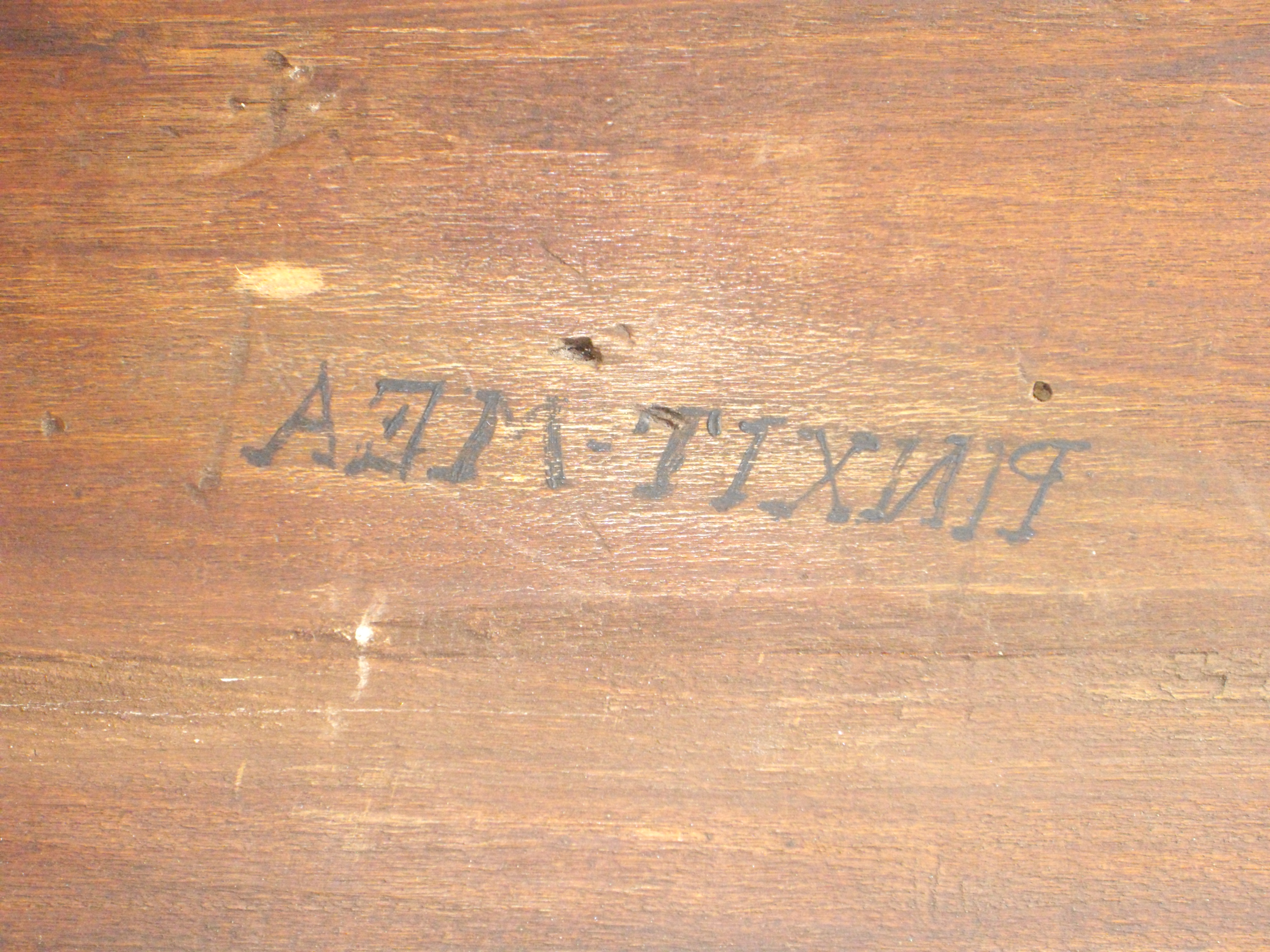
La inscripción PINXIT-MEA (mi pintura).

La pintura fue examinada con un microscopio magnético de barrido a una resolución de 100 μm por el Dr. Hector Sarno de INNOVA para componer un mapa magnético de la pintura y verificar si hay letras ilegibles. [9] La limpieza de la parte posterior del tablero reveló la inscripción invertida "PINXIT MEA" escrita en hiel, una tinta comúnmente utilizada por Leonardo y en escritura especular, técnica, usada también por el polímata. Un análisis de la escritura a mano por la grafóloga Silvana Iuliano, reveló compatibilidad con el guion utilizado por Leonardo en el Códice Atlántico.[8]
El Prof. Felice Festa de la Universidad D'Annunzio de Chieti – Pescara realizó un análisis de los tejidos blandos de la cara, aplicando los métodos utilizados en la cirugía facial. La imagen pintada se sometió a un análisis detallado por computadora e imágenes en 3D por el Prof. Orest Kormashov, de la Universidad de Tallin, Estonia; Gianni Glinni, ingeniera del Museo de Antiche Genti di Lucania, y Helen Kokk, experta en diseño gráfico en 3D. [7] La imagen tridimensional recreada se comparó con otras imágenes que se cree que representan a Leonardo da Vinci, incluida la icónica tiza roja en Turín, el dibujo del perfil que se cree fue escrito por el alumno de Leonardo Francesco Melzi, el retrato pintado en los Uffizi y la imagen recientemente descubierta en El Códice sobre el Vuelo de las Aves. Una conclusión fue que todas las imágenes, excepto una, revelan una cara alargada en los dos tercios inferiores. La imagen que no cumplió fue la tiza roja llamada autorretrato en Turín, considerada por algunos como de Leonardo en la vejez.
Luigi Capasso, de la Universidad D'Annunzio de Chieti – Pescara, y el Coronel Gianfranco De Fulvio, RIS-Ra.C.I.S, comandante de los Carabinieri [10] dirigió una investigación sobre tres huellas dactilares que encontraron en la pintura de la pintura y descubrió que una de ellas era "inequívoca" con la huella digital del índice izquierdo en la madera de La dama del armiño.[8]

## Atribuciones
La obra es atribuida al propio Leonardo por ciertos historiadores del arte como Prof. Hoehnsttatt Peter (Universidad de Parma), Alessandro Tomei (Universidad D'Annunzio de Chieti–Pescara),[cita requerida] Maria Cristina Paoluzzi (Universidad D'Annunzio de Chieti–Pescara y Milán),[cita requerida] Jan Royt (Universidad de Praga),[cita requerida], David Bershad (Universidad de Calgary)[cita requerida] y Orest Kormashov (Universidad de Tallin).[cita requerida].
Sin embargo, numerosos expertos consideran que la obra no es un autorretrato de Leonardo, ya que, por su estilo y otras características, se evidencia que ni siquiera fue pintada en el siglo XVI:
``Llamativo es asimismo que para Matteo Ceriana, antiguo director de la Gallería Palatina de Florencia, actual jefe de conservación del Museo Nazionale del Bargello y miembro de la Junta de Exportación de obras de arte del Ministerio de Cultura de Italia, la pintura en cuestión es probablemente un constructo del siglo XIX realizado en una tabla antigua, con una imagen de Leonardo basada en la xilografía publicada por Vasari en la segunda edición de sus vidas de 1568, y con elementos tomados del dibujo tenido por algunos investigadores como autorretrato de Leonardo conservado en la Biblioteca Real de Turín y que perteneció a su discípulo Francesco Melzi. La imagen de la Tavola Lucana además se inspira en otro falso retrato de Leonardo conservado en los Uffizi, probablemente ya del siglo XVII, un punto que el propio Gálvez (2018, p. 402) reconoce. La fusión o pastiche se advierte sobre todo en los cabellos del personaje, en la extrema debilidad de la pincelada del retrato y en la absoluta disparidad con la técnica que solía emplear Leonardo. Más increíble resulta la presunta “firma especular” en la trasera de la obra, donde se quiere leer pinxit mea, pues ni existe tradición de una firma así en la historia precedente ni Leonardo solía escribir en latín, una lengua que prácticamente desconocía y no leía bien, como ha defendido recientemente Martin Kemp en Leonardo da Vinci: las maravillosas obras de la naturaleza y el hombre editado por Akal en 2011, editorial también indexada en el SPI y fuente de verdad para la Aneca.´ Según los críticos con la autoría de la obra, el empaque otorgado a la misma obedecería únicamente al interés del propietario de la obra y de ciertos marchantes en instrumentalizar la supuesta autoría de la Tavola por parte de Leonardo para prestigiar diversas muestras y exposiciones realizadas con evidente ánimo de lucro, buscando con ello atraer público a las mismas y así obtener beneficios económicos.

## Otros retratos
|                      |
| Autorretrato, Turin. |

|                                                            |
| Retrato de su pupilo y ayudante Francesco Melzi. Sanguina. |

| |
| Retrato póstumo de Leonardo, pintado por Cristofano dell'Altissimo basado en un dibujo de Francesco Melzi (Galería de los Uffizi). |

| |
| Grabado del siglo XIX por Raffaello Sanzio Morghen de un retrato póstumo del polímata en Uffizi anteriormente considerado como un retrato en vida. Las cercanas similitudes con el retrato que nos ocupa sugieren que este grabado deriva de la obra o ambas derivan de otra original. |

| |
| Una imagen descubierta recientemente en el Códice del vuelo de las aves, realzada digitalmente para que sea visible. |

- Datos: Q6696013
- Multimedia: Lucan portrait of Leonardo da Vinci / Q6696013

1. ↑  {{cite 
 web|url=http://collectionsonline.lacma.org/mwebcgi/mweb.exe?request=record;id=12589;type=101 |title=Leonardo da Vinci | LACMA Collections |publisher=Collectionsonline.lacma.org |date= |accessdate=26 de marzo de 2013}}
2. ↑  "an attempt of an enthusiastic admirer of Leonardo to fill a gap in that gallery" (Adolf Rosenberg, Leonardo da Vinci, 1903:3); attributions have ranged widely: "it is now supposed to be the work of Schidone, of Sisto Baldalocchio, or possibly of some imitator of Correggio", noted Eugène Müntz, Leonardo da Vinci: artist, thinker and man of science. 1898:231, illus. p 233; it is not part of the Giove series.
3. ↑  {{cite 
 web|url=http://collectionsonline.lacma.org/mwebcgi/mweb.exe?request=record;id=12589;type=101 |title=Leonardo da Vinci | LACMA Collections |publisher=Collectionsonline.lacma.org |date= |accessdate=26 de marzo de 2013}}
4. ↑  "an attempt of an enthusiastic admirer of Leonardo to fill a gap in that gallery" (Adolf Rosenberg, Leonardo da Vinci, 1903:3); attributions have ranged widely: "it is now supposed to be the work of Schidone, of Sisto Baldalocchio, or possibly of some imitator of Correggio", noted Eugène Müntz, Leonardo da Vinci: artist, thinker and man of science. 1898:231, illus. p 233; it is not part of the Giove series.